# 카스텔랄토
카스텔랄토(이탈리아어: Castellalto)는 이탈리아 아브루초주 테라모도에 위치한 코무네다.